# Escudo de Vanuatu
El escudo de armas de la República de Vanuatu está compuesto por un guerrero melanesio armado con una lanza, de pie ante una montaña, las ramas de namele y un colmillo de jabalí que tienen el mismo significado que en la bandera nacional, y sobre la base un pergamino amarillo con el lema nacional: "Long God Yumi Stanap" (Nosotros seguimos a Dios).

## Escudos y emblemas históricos

Insignia de las Nuevas Hébridas Británicas (1906-1953)
Insignia de las Nuevas Hébridas Británicas (1953-1980)
Insignia del Condominio de las Nuevas Hébridas (1969-1980)